# Grand-Prix-Saison 1947

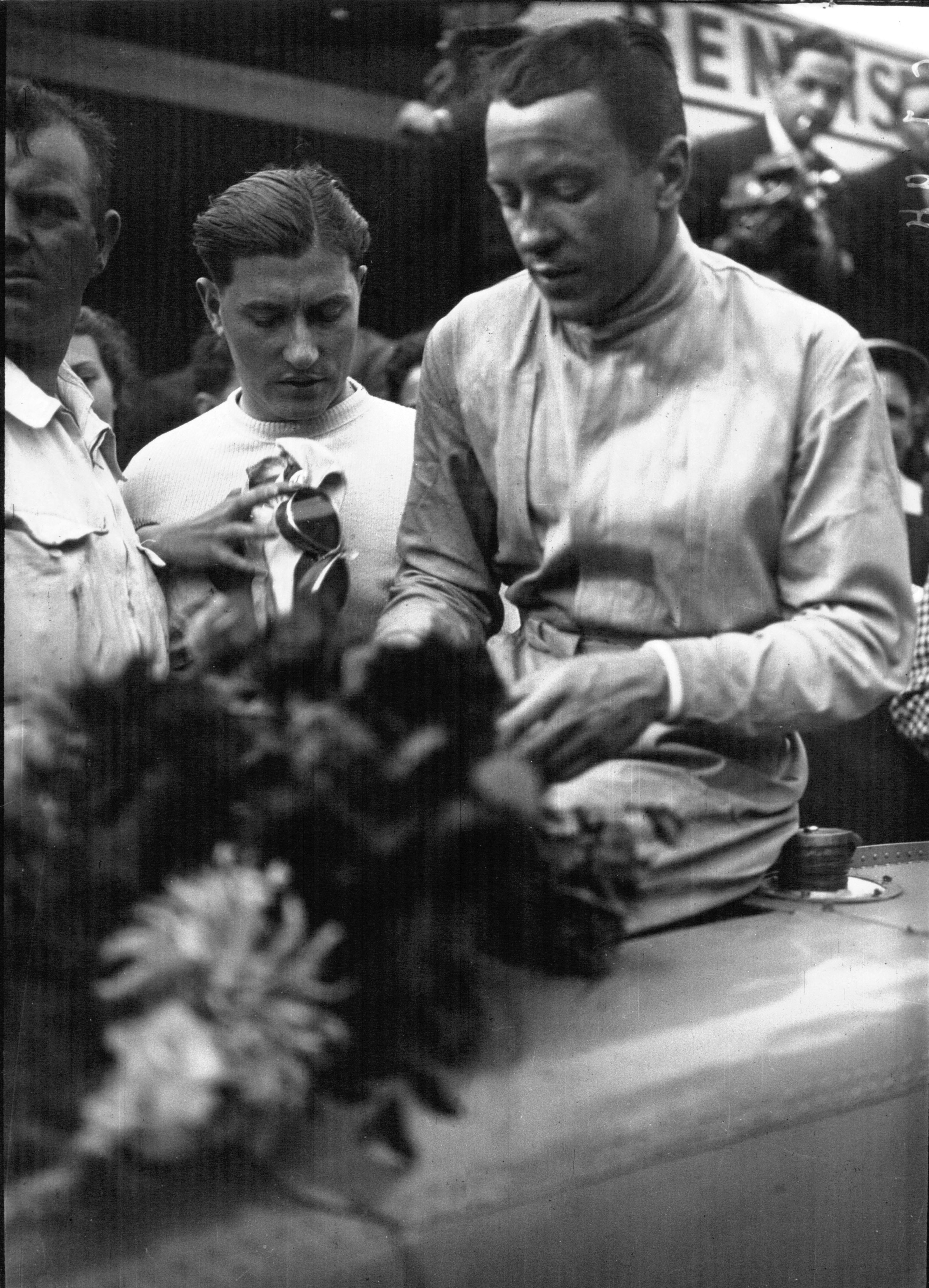
Jean-Pierre Wimille, hier 1936, gewann zwei der vier ausgetragenen Grandes Épreuves.

1947 wurden mit den Großen Preisen der Schweiz, Belgiens, Italiens und Frankreichs zum ersten Mal nach dem Ende des Zweiten Weltkriegs wieder offizielle Internationale Grands Prix – die sogenannten Grandes Épreuves – ausgerichtet. Der belgische Grand Prix lief dabei in diesem Jahr gleichzeitig unter dem Ehrentitel Großer Preis von Europa. Für diese Rennen kamen dabei entsprechend die neuen Bestimmungen der vom internationalen Automobilverband FIA für 1947 verabschiedeten Internationalen Grand-Prix-Formel (Rennwagen bis 1,5 Liter Hubraum mit Kompressor oder bis 4,5 Liter Hubraum ohne Kompressor; vier vom jeweiligen Veranstalter zu stellende Treibstoffarten; Renndistanz mindestens 300 km bzw. mindestens drei Stunden Renndauer) zur Anwendung. Daneben fanden auch in dieser Saison weiterhin zahlreiche Rennen statt, die ebenfalls mit Grand-Prix-Rennwagen ausgetragen wurden.
Das dominierende Team der Saison war Alfa Romeo, das in allen drei Grandes Épreuves erfolgreich war, zu denen es angetreten ist. Als erfolgreichster Fahrer dieses Jahres gilt Jean-Pierre Wimille mit Siegen in den Großen Preisen der Schweiz und von Belgien, wobei Luigi Villoresi auf Maserati bei den unterklassigen Rennen die größte Anzahl an Erfolgen verbuchen konnte. Deutsche Fahrer und Rennställe waren als Folge des Zweiten Weltkriegs von der Teilnahme an internationalen Rennen noch ausgeschlossen.

## Saisonbericht
Nach dem vielversprechenden Neustart des Motorsports in 1946 kam es 1947 mit den Großen Preisen der Schweiz, von Belgien, Italien und Frankreich zum eigentlichen Wiederbeginn des offiziellen Grand-Prix-Sports in Europa. Mit Rücksicht auf den verfügbaren Bestand an Rennwagen hatte die FIA hierfür eine neue offizielle Internationale Rennformel erlassen, in der die 1,5-Liter-Kompressorrennwagen der vor dem Krieg in Italien und Großbritannien sehr populären Voiturette-Klasse mit den vor allem in Frankreich sehr verbreiteten Rennsportwagen mit 4,5-Liter Saugmotor, die durch Entfernung von Kotflügeln, Scheinwerfern, Ersatzrädern und anderen Karosserieteilen relativ einfach in Behelfs-Rennwagen verwandelt werden konnten, kombiniert. Aufgrund der allgemein in Europa noch extrem angespannten Versorgungslage wurde außerdem festgelegt, dass von den Rennveranstaltern jeweils drei unterschiedliche Kraftstoffarten zur Verfügung gestellt werden mussten, die von den Teilnehmern zu verwenden waren.
Während die Grands Prix der Schweiz und Belgien mit den Kursen im Berner Bremgarten und in Spa-Francorchamps dabei an ihre üblichen Austragungsorte zurückkehrten, mussten die beiden Rennen in Italien und Frankreich an neue, verhältnismäßig improvisiert wirkende Strecken im Parco Sempione von Mailand bzw. auf eine Ausfallstraße bei Lyon-Parilly ausweichen. Neben dem Umstand, dass der traditionelle Schauplatz des italienischen Grand Prix, das Autodrom von Monza aufgrund alliierter Beschlagnahme und gravierender Beschädigungen durch Militärfahrzeuge gar nicht zur Verfügung stand, war für solche Entscheidungen auch der Gedanke ausschlaggebend, durch Wahl stadtnaher Veranstaltungsorte das in Zeiten von Fahrverboten und Benzinrationierung für die Zuschauer bestehende Transportproblem weitestmöglich zu entschärfen. Beiden Strecken mangelte es jedoch im Vergleich zu ihren traditionsreichen Vorgängern in Monza und Reims-Gueux deutlich an Charme und motorsportlichem Anspruch, so dass für die Folgejahre erneut andere Austragungsorte gewählt wurden.
1946 hatte Alfa Romeo für die offizielle werksseitige Rückkehr in den Automobilsport zwei der ursprünglich 1938 als Voiturette entwickelten Alfa Romeo Tipo 158 „Alfetta“ entmottet und war damit beim etwas halbherzigen Probeauftritt im Rennen Paris–St. Cloud prompt an der eigenen mangelnden Zuverlässigkeit gescheitert. Das Team hatte daraus unmittelbar die Lehre gezogen, sich nur noch auf wenige, besonders bedeutende Rennen zu konzentrieren, um diese dann aber mit entsprechend sorgfältiger Vorbereitung und mit vollem Einsatz der zur Verfügung stehenden Mittel zu betreiben. Seitdem waren die „Alfetta“ mit ihren dank kontinuierlicher Erhöhung des Kompressor-Ladedrucks von ehedem 180 PS auf jetzt ca. 275 PS Motorleistung gesteigerten Reihenachtzylindern durch die bereits zunehmend veraltenden Maserati 4CL und die noch weniger konkurrenzfähigen französischen Sportwagenmodelle von Lago-Talbot, Delahaye und Delage praktisch nicht mehr zu schlagen. Zum Problem wurde jedoch zunehmend die starke Rivalität zwischen den Fahrern im Team, die sich bereits Ende 1946 bemerkbar gemacht hatte, als sich der langjährige Stammfahrer Giuseppe Farina beim letzten Rennen in Mailand durch die Stallorder so sehr zurückgesetzt gefühlt hatte, dass das Auto mitten im Rennen kurzerhand einfach abstellte.
So ging Alfa Romeo nach dem Hinauswurf von Farina mit der verbliebenen Stammbesetzung Jean-Pierre Wimille, dem nach Heilung seiner Drogensucht reaktivierten Vorkriegs-Star Achille Varzi und Carlo Felice Trossi in die neue Saison. Um die Konflikte unter seinen Piloten nicht weiter eskalieren zu lassen, war Rennleiter Gianbattista Guidotti mittlerweile sogar dazu übergegangen, die eingesetzten Wagen vor den Rennen zwischen seinen Fahrern zu „verlosen“. Das vierte Auto wurde nun regelmäßig durch Consalvo Sanesi besetzt, dem eigentlichen Testfahrer des Werks, womit man auch den Rufen der gewerkschaftlich stark organisierten Arbeitnehmerschaft nach einem Vertreter aus ihren Reihen Rechnung tragen konnte. Es gelang Sanesi jedoch nie wirklich, mit seinen Fahrleistungen Anschluss an seine Teamkollegen zu erlangen.
Der erste Auftritt des Teams in der neuen Saison erfolgte standesgemäß beim Großen Preis der Schweiz, dem ersten Grande Épreuve nach dem Krieg überhaupt. Die stets unfallträchtige Bremgartenstrecke von Bern war bei diesem Anlass von Publikumsmassen regelrecht umlagert, die sich von den Ordnungskräften kaum noch in die Schranken weisen ließen. Bei dem Rennen, das mit einem klaren Dreifacherfolg für Alfa Romeo mit Wimille vor Varzi und Trossi endete, war es aufgrund dessen zu zwei tragischen Vorfällen gekommen. Zunächst war Varzi in der Auslaufrunde nach einem Vorlauf ein neunjähriger Junge ins Auto gelaufen und dabei ums Leben gekommen und wenig später wurden noch zwei weitere direkt am Streckenrand befindliche Zuschauer getötet, als der Brite Leslie Johnson die Kontrolle über seinen Talbot verlor und von der Strecke abkam.
Beim Großen Preis von Belgien und Europa in Spa-Francorchamps, der als erstes Rennen der Saison über die „klassische“ Grand-Prix-Distanz von 500 km ausgetragen wurde, kam es im Lager von Alfa Romeo teamintern bereits wieder zu neuem Zwist. Nachdem Wimille in der Schweiz den Vorrang bekommen hatte, war dieses Rennen nun eigentlich für Achille Varzi vorgesehen. Der Franzose, zu dieser Zeit augenscheinlich der schnellste Fahrer im Team, ließ sich von Guidottis ausgegebener Stallorder jedoch nicht beirren und gewann sehr zum Ärger seines dupierten Teamkollegen wie auch des Team-Managements seinen zweiten Grand-Prix in Folge.
Als Reaktion darauf fand sich Wimille beim anschließenden Großen Preis von Italien zu seiner Überraschung ohne Auto wieder, in dem vor seinen Augen stattdessen der Chefmechaniker des Teams Alessandro Gaboardi Platz nahm. Bei dem Rennen, das auf einem wenig inspirierenden Kurs quer durchs Mailänder Stadtgebiet unmittelbar vor den Toren des Alfa-Romeo-Werksgeländes ausgetragen wurde, war die firmeneigene Arbeitnehmerschaft damit gleich mit zwei Teilnehmern aus ihren Reihen vertreten. In der Anfangsphase zeigte Varzi kurz Stärke, fügte sich dann aber der teaminternen Absprache, nach der dieses Rennen für Trossi „bestimmt“ war, der beim Überqueren der Ziellinie wenige Meter vor seinem Teamkollegen diesen Umstand ihm gegenüber zum allgemeinen Missfallen des Publikums mit einer Dankesgeste zum Ausdruck brachte.
Mit Wimilles Suspendierung war auch eine Vereinbarung hinfällig geworden, wonach Alfa Romeo dem Franzosen als einzigem Vertreter des Teams für seinen Heim-Grand-Prix ein Auto zur Verfügung gestellt hätte. Mit der Strecke von Lyon-Parilly, die im Wesentlichen nur aus einer mehrspurigen Ausfallstraße bestand, die mit je einer Spitzkehre am Ende jeweils in Hin- wie auch in Gegenrichtung durchfahren wurde, war einer der wohl uninteressantesten Grand-Prix-Kurse aller Zeiten ausgewählt worden, dessen hauptsächlicher Vorteil die leichte Erreichbarkeit für die Zuschauer darstellte. Dennoch bot gerade das Fernbleiben von Alfa Romeo ein zusätzliches Spannungsmoment und der Rennausgang war so unvorhersehbar wie schon lange nicht mehr. Nach einem abwechslungsreichen Beginn mit insgesamt sechs Führungswechseln konnte sich Altmeister Louis Chiron, dessen lange Karriere nach zuletzt mehrjähriger Rennpause noch einmal richtig zum Aufblühen kam, mit dem einzigen existierenden Exemplar eines Talbot Monoposto der Ecurie France gegen die Phalanx der Maserati-Fahrer schließlich durchsetzen und seinen letzten Erfolg in einem der klassischen Internationalen Grands Prix erringen.
Leider gab es jedoch auch bei diesem Rennen wieder einen tragischen Zwischenfall, als der unter dem Pseudonym Pierre Levegh startende Franzose Pierre Bouillin mit seinem Maserati 4CL – in einer Art Vorwegnahme der Katastrophe von Le Mans 1955 – bei hoher Geschwindigkeit von der Strecke in die Zuschauerränge geschleudert wurde, woraufhin vier Personen starben und – einschließlich des Unglückspiloten selbst – weitere 16 verletzt wurden.

## Die Geburtsstunde derFormel 1?
Häufig werden für die für 1947 in Kraft gesetzten technischen Bestimmungen der Internationalen Grand-Prix-Formel bereits die Begriffe Formel A bzw. Formel 1 verwendet. Rein formal ist dies jedoch nicht korrekt, da eine solche Unterscheidung erst im darauffolgenden Jahr mit der Einführung der neuen zweiten Internationalen Rennformel – bald entsprechend als Formel B oder Formel 2 bezeichnet – erforderlich wurde. Die von der FIA verwendete Bezeichnung lautete weiterhin schlicht Formule Internationale.

## Rennkalender

### Grandes Épreuves
|   | Datum  | Rennen                                             | Strecke                      | Sieger                           | Statistik |
| - | ------ | -------------------------------------------------- | ---------------------------- | -------------------------------- | --------- |
| 1 | 08.06. | Großer Preis der Schweiz                           | Bremgarten-Rundstrecke       | Jean-Pierre Wimille (Alfa Romeo) | Statistik |
| 2 | 29.06. | Großer Preis von Belgien (Großer Preis von Europa) | Circuit de Spa-Francorchamps | Jean-Pierre Wimille (Alfa Romeo) | Statistik |
| 3 | 07.09. | Großer Preis von Italien                           | Parco Sempione               | Carlo Felice Trossi (Alfa Romeo) | Statistik |
| 4 | 21.09. | Großer Preis von Frankreich                        | Circuit de Lyon-Parilly      | Louis Chiron (Talbot)            | Statistik |

### Weitere Rennen
| Datum  | Rennen                                    | Strecke                                        | Sieger                            | Statistik |
| ------ | ----------------------------------------- | ---------------------------------------------- | --------------------------------- | --------- |
| 05.01. | Großer Preis von São Paulo                | Autódromo José Carlos Pace                     | Chico Landi (Alfa Romeo)          |           |
| 09.02. | Großer Preis von Schweden                 | Rommehed                                       | Reg Parnell (ERA)                 |           |
| 09.02. | Grand Prix Général Juan Perón             | Retiro                                         | Luigi Villoresi (Maserati)        |           |
| 16.02. | Grand Prix Eva Duarte Perón               | Retiro                                         | Luigi Villoresi (Maserati)        |           |
| 02.03. | Großer Preis von Rosario                  | Rosario                                        | Achille Varzi (Alfa Romeo)        |           |
| 09.03. | Großer Preis von Gezira                   | Gezira                                         | Franco Cortese                    |           |
| 20.03. | Großer Preis von Rafaela                  | Rafaela                                        | Oscar Alfredo Gálvez (Alfa Romeo) |           |
| 30.03. | Großer Preis von Interlagos               | Autodromo José Carlos Pace                     | Achille Varzi (Alfa Romeo)        |           |
| 07.04. | Grand Prix de Pau                         | Circuit de Pau-Ville                           | Nello Pagani (Maserati)           | Statistik |
| 21.04. | Grande Prêmio da Cidade de Rio de Janeiro | Circuito da Gávea                              | Chico Landi (Alfa Romeo)          |           |
| 27.04. | Grand Prix du Roussillon                  | Circuit des Platanes de Perpignan              | Eugène Chaboud (Talbot)           | Statistik |
| 08.05. | Jersey Road Race                          | Saint Helier Circuit                           | Reg Parnell (Maserati)            | Statistik |
| 18.05. | Grand Prix de Marseille                   | Parc Chanot                                    | Eugène Chaboud (Talbot)           | Statistik |
| 25.05. | Grand Prix des Frontières                 | Circuit de Chimay                              | Yves Giraud-Cabantous (Maserati)  | Statistik |
| 01.06. | Grand Prix de Nîmes                       | Aérodrome de Nîmes-Courbessac                  | Luigi Villoresi (Maserati)        | Statistik |
| 08.06. | Challenges AGACI                          | Autodrome de Linas-Montlhéry                   | Maurice Varet (Delage)            | Statistik |
| 06.07. | Grand Prix de Reims                       | Circuit de Reims-Gueux                         | Christian Kautz (Maserati)        | Statistik |
| 12.07. | Gransden Lodge                            | Gransden Lodge Airfield                        | Dennis Poore (Alfa Romeo)         | Statistik |
| 13.07. | Grand Prix d’Albi                         | Circuit des Planques                           | Louis Rosier (Talbot)             | Statistik |
| 13.07. | Gran Premio di Bari                       | Circuito del Lungomare                         | Achille Varzi (Alfa Romeo)        | Statistik |
| 13.07. | Grand Prix de Bell Ville                  | Bell Ville                                     | Oscar Alfredo Gálvez (Alfa Romeo) | Statistik |
| 20.07. | Grand Prix de Nice                        | Circuit de la Promenade des Anglais            | Luigi Villoresi (Maserati)        | Statistik |
| 03.08. | Grand Prix d’Alsace                       | Circuit international de vitesse de Strasbourg | Luigi Villoresi (Maserati)        | Statistik |
| 09.08. | Ulster Trophy                             | Ballyclare                                     | Bob Gerard (ERA)                  | Statistik |
| 10.08. | Grand Prix du Comminges                   | Saint-Gaudens                                  | Louis Chiron (Talbot)             | Statistik |
| 17.08. | Großer Preis von Montevideo               | Playa Ramirez                                  | Oscar Alfredo Gálvez (Alfa Romeo) |           |
| 21.08. | British Empire Trophy                     | Douglas Circuit                                | Bob Gerard (ERA)                  | Statistik |
| 21.09. | Großer Preis von Mar del Plata            | El Torreon                                     | Oscar Alfredo Gálvez (Alfa Romeo) |           |
| 05.10. | Großer Preis von Lausanne                 | Lausanne                                       | Luigi Villoresi (Maserati)        | Statistik |
| 06.10. | Großer Preis von Australien               | Mount Panorama Circuit                         | Bill Murray (MG)                  | Statistik |
| 16.11. | Coupe du Salon                            | Autodrome de Linas-Montlhéry                   | Yves Giraud-Cabantous (Talbot)    | Statistik |

## Rennergebnisse

### Grandes Épreuves

#### Grand Prix der Schweiz
| Platz | Fahrer              | Team       | Zeit         |
| ----- | ------------------- | ---------- | ------------ |
| 1     | Jean-Pierre Wimille | Alfa Romeo | 1:25.09,1 h  |
| 2     | Achille Varzi       | Alfa Romeo | + 44,7 s     |
| 3     | Carlo Felice Trossi | Alfa Romeo | + 1.17,4 min |

Der Grand Prix der Schweiz auf der Bremgarten-Rundstrecke am 8. Juni 1947 wurde in drei Durchgängen ausgetragen. Bei den zwei Vorläufen starben bei Unfällen drei Zuschauer, darunter ein kleiner Junge, der die Straße überqueren wollte. Die Ergebnistabelle zeigt die Platzierungen des entscheidenden dritten Laufs.

#### Grand Prix von Belgien / von Europa
| Platz | Fahrer                                           | Team       | Zeit         |
| ----- | ------------------------------------------------ | ---------- | ------------ |
| 1     | Jean-Pierre Wimille                              | Alfa Romeo | 3:18.28,64 h |
| 2     | Achille Varzi                                    | Alfa Romeo | + 1 Runde    |
| 3     | Carlo Felice Trossi / Giovanni Battista Guidotti | Alfa Romeo | + 2 Runden   |

Mit einem Vierfachsieg beim Grand Prix von Belgien in Spa-Francorchamps am 29. Juni 1947 stellte Alfa Romeo seine Überlegenheit in diesem Jahr zur Schau. Als Erster kam Jean-Pierre Wimille ins Ziel.

#### Grand Prix von Italien
| Platz | Fahrer              | Team       | Zeit        |
| ----- | ------------------- | ---------- | ----------- |
| 1     | Carlo Felice Trossi | Alfa Romeo | 3:02.25,0 h |
| 2     | Achille Varzi       | Alfa Romeo | + 0,1 s     |
| 3     | Consalvo Sanesi     | Alfa Romeo | + 1 Runde   |

Der Grand Prix von Italien fand am 7. September 1947 im Parco Sempione in Mailand statt. Die Rennstrecke in Monza war noch nicht wiederhergestellt. Bei diesem Grand Prix feierte der italienische Adlige Carlo Felice Trossi einen Erfolg.

#### Grand Prix von Frankreich
| Platz | Fahrer         | Team     | Zeit         |
| ----- | -------------- | -------- | ------------ |
| 1     | Louis Chiron   | Talbot   | 4:03.40,7 h  |
| 2     | Henri Louveau  | Maserati | + 1.37,9 min |
| 3     | Eugène Chaboud | Talbot   | + 1 Runde    |

Der Grand Prix von Frankreich am 21. September 1947 fand auf einer 7,3 km langen Straßenstrecke Circuit de Lyon-Parilly im Lyoner Vorort Parilly statt.
In Abwesenheit der Alfa Romeos gewann der „alte Fuchs“ Louis Chiron das Rennen.